# Villa lucens
Villa lucens är en tvåvingeart som först beskrevs av Walker 1852.  Villa lucens ingår i släktet Villa och familjen svävflugor. Inga underarter finns listade i Catalogue of Life.